# Ар Нур
Ар Нур (калм. Ар Нур) — посёлок в Целинном районе Калмыкии, в составе Бага-Чоносовского сельского муниципального образования.
Население — 0 человек (2012).

## Этимология
Топоним Ар Нур (калм. Ар Нур — северное озеро) является вторичным по отношению к названию лимана, на берегу которого он расположен.

## История
Точная дата основания населённого пункта не установлена. Предположительно населённый пункт возник в середине 20-го века. В мае 1953 года посёлок Ар-Нур вошёл в состав вновь образованного совхоза «Балковский». К 1989 году в Ар-Нуре проживало около 220 жителей.

## Физико-географическая характеристика
Посёлок расположен в пределах Ергенинской возвышенности, являющейся частью Восточно-Европейской равнины, на высоте 44 м над уровнем моря. Посёлок находится на южном склоне бугра Хамур-Ар-Нур. Рельеф местности равнинный. Со всех сторон посёлок окружён пастбищными угодьями. К югу от посёлка расположен лиман Ар-Нур.
По автомобильной дороге (подъезд с твёрдым покрытием к посёлку отсутствует) расстояние до столицы Калмыкии города Элиста составляет 77 км, до районного центра села Троицкого — 65 км. Ближайший населённый пункт — посёлок Аршан-Булг, расположенный в 17 км к юго-западу от Ар-Нура.
В окрестностях посёлка распространены светлокаштановые почвы в комплексе солонцами.
Часовой пояс
Ар-Нур, как и вся Республика Калмыкия, находится в часовой зоне МСК (московское время). Смещение применяемого времени относительно UTC составляет +3:00.

## Население
| 2002 | 2010 | 2012 |
| ---- | ---- | ---- |
| 14   | ↘0   | →0   |

Национальный состав
Согласно результатам переписи 2002 года большинство населения посёлка составляли чеченцы (62 %)